# 兴农合作社
兴农合作社，是满洲国在奉天市设立的农村经济合作性质的经济组织机构，其旧址位于辽宁省沈阳市和平区和平南大街43号。目前，兴农合作社旧址被列为辽宁省文物保护单位。

## 历史沿革
1932年8月，满洲国政府在奉天设立兴农合作社的前身——金融合作社，主要经营农民社员存款、借贷业务。1940年，满洲国当局将金融合作社与农事合作社合并成立兴农合作社，以“谋农事之改良发达”。日本投降后，兴农合作社停止运营。中华人民共和国成立后，兴农合作社旧址大楼改为苏联专家招待所。文化大革命期间，兴农合作社旧址大楼为辽宁省革命委员会驻地。大楼现为辽宁省国际贸易投资公司所用。
2008年10月27日，兴农合作社旧址被列为第三批沈阳市文物保护单位。2025年6月4日，兴农合作社旧址以东北鲁艺旧址的名义被列为辽宁省文物保护单位进行保护。

## 建筑特点
兴农合作社旧址大楼为地上三层，地下一层砖石结构。建筑整体为现代主义风格，立面造型简洁，屋顶为坡度较缓的灰瓦顶。